# زتا برساووش
زتا برساووش یک ستاره است که در صورت فلکی برساوش قرار دارد.